# Comitard
Dans le Folklore étudiant en Belgique, un comitard est un membre élu ou coopté d'un comité de baptême estudiantin ou de cercle facultaire. L'apparition des premiers comitards daterait de 1973. 
Le comitard a le droit de porter, la toge (voir Aspect des toges de baptême à l'ULB) s'il est étudiant dans un cycle d'études de type "long" (plus de 3 ans), la cape, si son cycle d'édudes est de trois ans (maximum) et d'entrer dans toute activité folklorique en dehors des réunions strictement privées. Il a également le devoir et la responsabilité d'organiser et perpétuer les traditions de son cercle, notamment le baptême et les défilés de Saint-Torè, Saint-Nicolas ou de Saint-Verhaegen.
Le nombre de comitards par cercle est limité. C'est un statut qui apporte des avantages (libre entrée, boissons gratuites, informations…) et du prestige (notamment « l'attrait de l'uniforme »). C'est également une fonction exigeante en temps et en énergie. Le comitard typique acquiert rapidement une grande endurance et comble son retard de sommeil en esquivant les cours.
Pour être éligible, un étudiant doit être au moins Poil ou Plume. L'ancienneté est un facteur déterminant. Un comitard a deux étoiles (voir penne) est souvent considéré comme un stagiaire mal dégrossi ou une future étoile qui doit encore discipliner son talent. Certains postes sont réservés à des trois ou quatre étoiles, notamment, dans certains cercles, les présidences, la trésorie et le secrétariat, l'organisation du bal facultaire et du parrainage. Certains cercles refusent toute candidature en dessous de trois étoiles, voire trois étoiles dorées dans certains comités de baptême liégeois, dont la signification est la réussite d'au moins 2 années d'études.
Les cercles de l'ULB estiment que toute personne ayant été comitard par le passé a le droit de porter la toge lors du défilé de St Vé. Par contre, il est considéré de mauvais goût de se présenter en toge dans une activité folklorique sans être comitard actif, a fortiori dans un cercle extérieur où son statut n'est pas connu.
A Liège, la majorité des comités de baptême considèrent que le port de la toge est réservé aux togés actuels, et non aux anciens, mais certains comités ne voient pas d'inconvénients à ce que les anciens gardent leur toge lorsqu'ils quittent leurs fonctions. Certains anciens se contentent de porter leurs épitoges accrochées à la chaîne de leur penne.